# Frida Tranvik
Frida Tranvik, född 7 oktober 1990 i Lund, är en svensk journalist och programledare. 

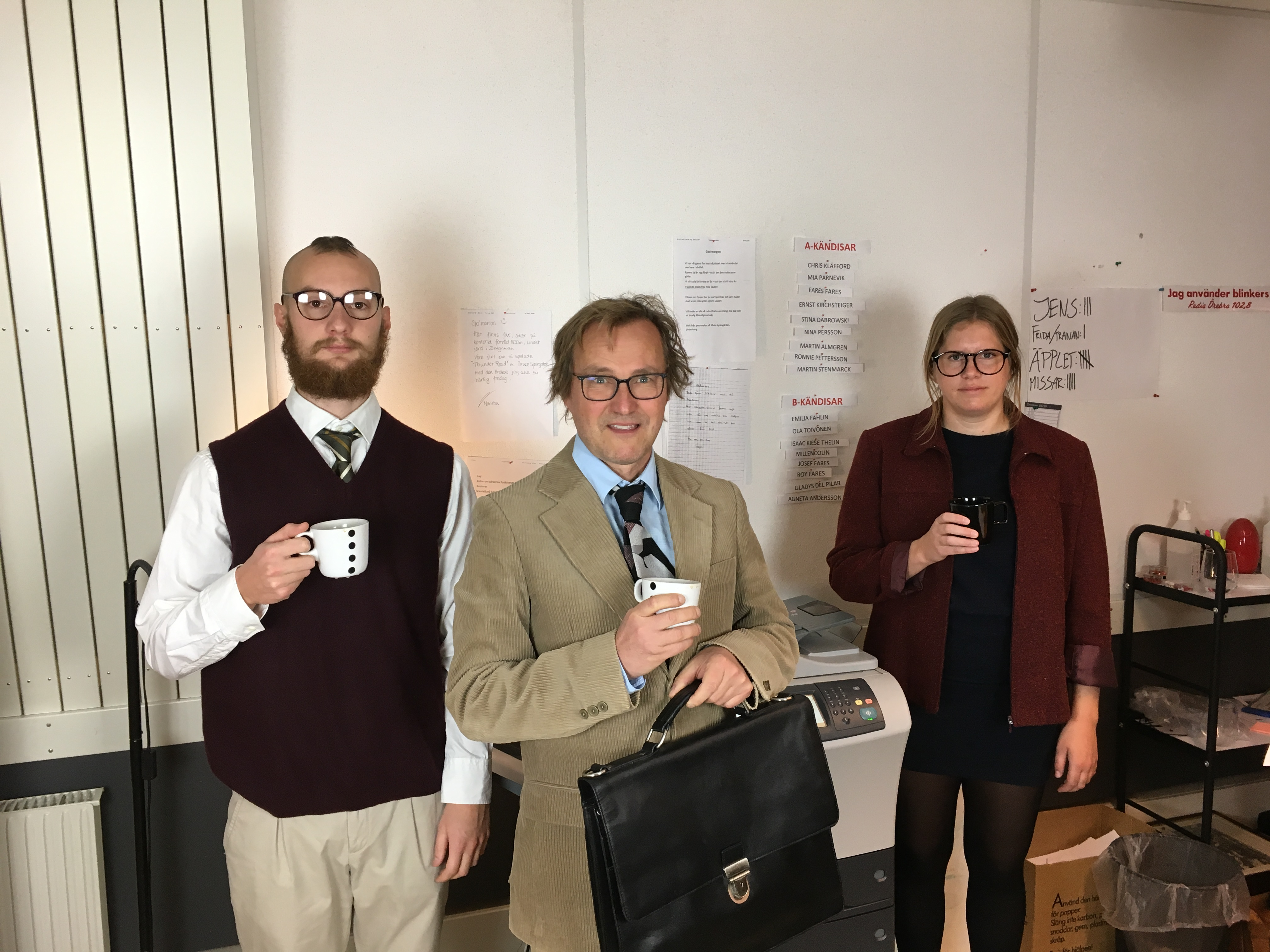
Frida Tranvik (th) tillsammans med kollegorna Alfred Wreeby (tv) och Jens Tisbo i morgonprogrammet i P4 Örebro.

## Biografi
Tranvik har ett förflutet inom studentradiostationen Radio AF i Lund. Dit har hon även återvänt som en föreläsare om livet som journalist. 
Efter att ha studerat journalistik på Skurups Folkhögskola jobbade hon på vikariat på olika redaktioner inom Sveriges Radio. Hösten 2017 blev hon fast anställd vid P4 Örebro. Efter en kortare tid som nyhetsreporter började hon senare som programledare för P4 Örebros morgonprogram. 
På långfredagen 2018 var hon en av tre programledare för specialprogrammet Långfredagsmorgon i Sveriges Radio P1 Vem är det som lyssnar på Sveriges Radio P1? Programmet avhandlade den typiska P1-lyssnarens viktigaste frågor och funderingar. 2019 medverkade hon i avsnitt nummer två i SVT-serien Tjuv och Polis som intervjuande journalist.
Från april 2021 är Tranvik programledare för Vaken med P3 och P4.

## Familj
Tranvik är dotter till professorn och ekologen Lars Tranvik.